# 63歲自畫像
《63歲自畫像》是荷蘭畫家林布蘭的一幅自畫像。這幅畫是他在1669年期間創作的三幅自畫像之一，也是他大約80幅林布蘭自畫像系列中的最後一幅。這些自畫像是在1669年10月他去世前的幾個月裡完成的，畫中展現出一位自信的藝術家的形象。這幅畫於1851年被倫敦國家美術館購得。

## 概要
該作品尺寸為86公分×70.5公分（33.9吋 × 27.8吋）。林布蘭在畫中描繪了自己穿著毛領深紅色外套，戴著貝雷帽，雙手緊握，目視觀眾。國家美術館在1967年進行這幅畫的清理時，發現了損壞的簽名和日期，據信這幅畫的四個邊緣都被裁掉。而X光分析顯示出兩處痕跡，表明藝術家對畫作構圖進行了改變：貝雷帽原本較大且為白色，手的位置也不同，一隻手拿著畫筆，另一隻手拿著大錘。他下垂、有瑕疵的臉部特徵被多層半透明顏料精心渲染，但長袍和背景仍然是陰影，雙手也模糊不清。
倫敦國家美術館的科學家對這幅畫進行了研究，發現林布蘭在創作時使用了他通常相當有限的調色板：包括鉛白、赭色和湖紅色。
此畫一直是威廉·查爾斯·范·胡爾斯（William van Huls）的收藏，直到1722年在倫敦拍賣會上被湯瑪斯·布羅德里克以80英鎊買下。它後來由他的侄子艾倫·布羅德里克（第二代米德爾頓子爵）繼承，保存在佩珀哈羅，直到1851年被第五代米德爾頓子爵喬治·布羅德里克拍賣，當時被國家美術館以430英鎊10便士的價格買下。

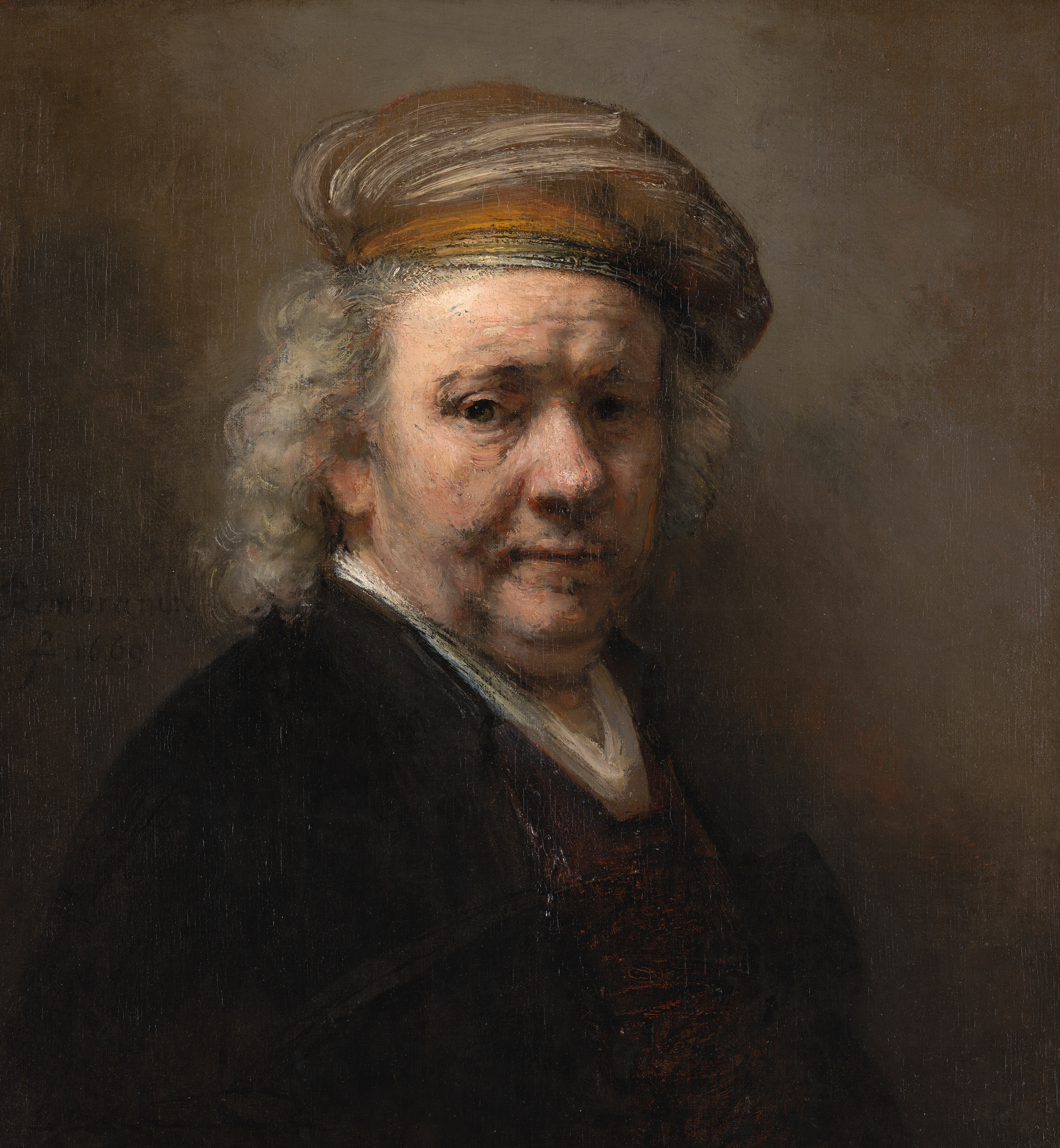
1669年的另一幅自畫像，莫瑞泰斯皇家美术馆典藏
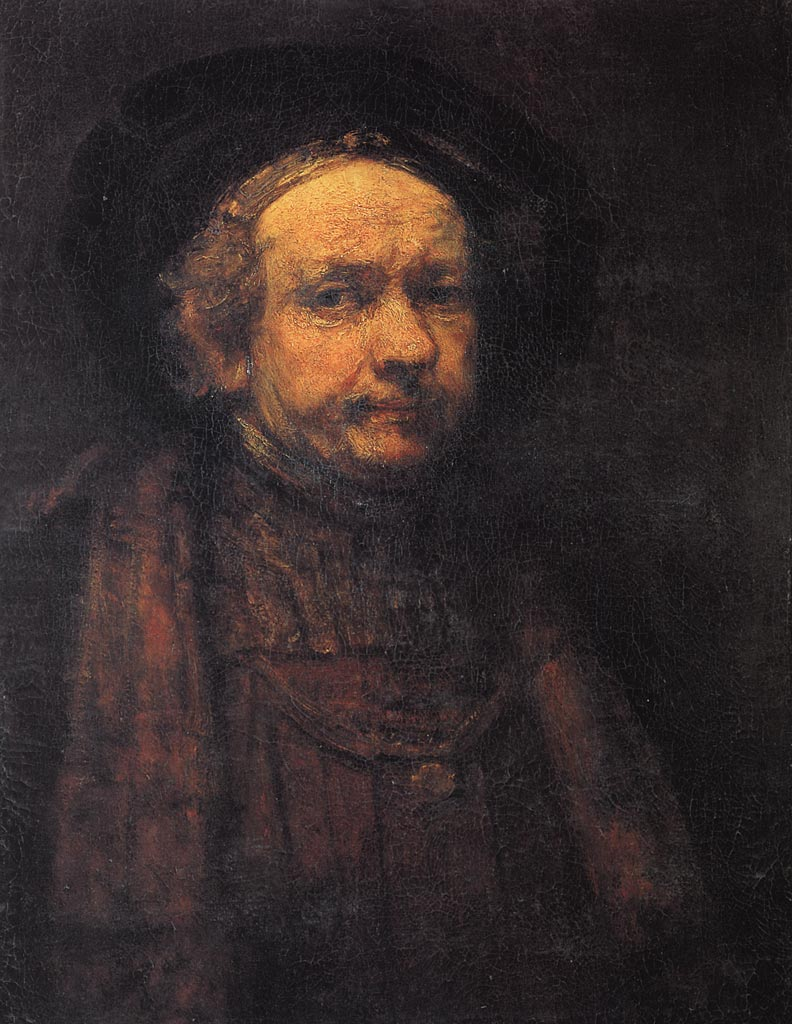
1669年的另一幅自畫像，現存佛羅倫斯

## 外部連結
- 维基共享资源上的相關多媒體資源：Self-portrait (Rembrandt, 1669)
- Self-portrait at the Age of 63, Rembrandt (1669), The Guardian,  28 February 2004